# Мазолино да Паникале

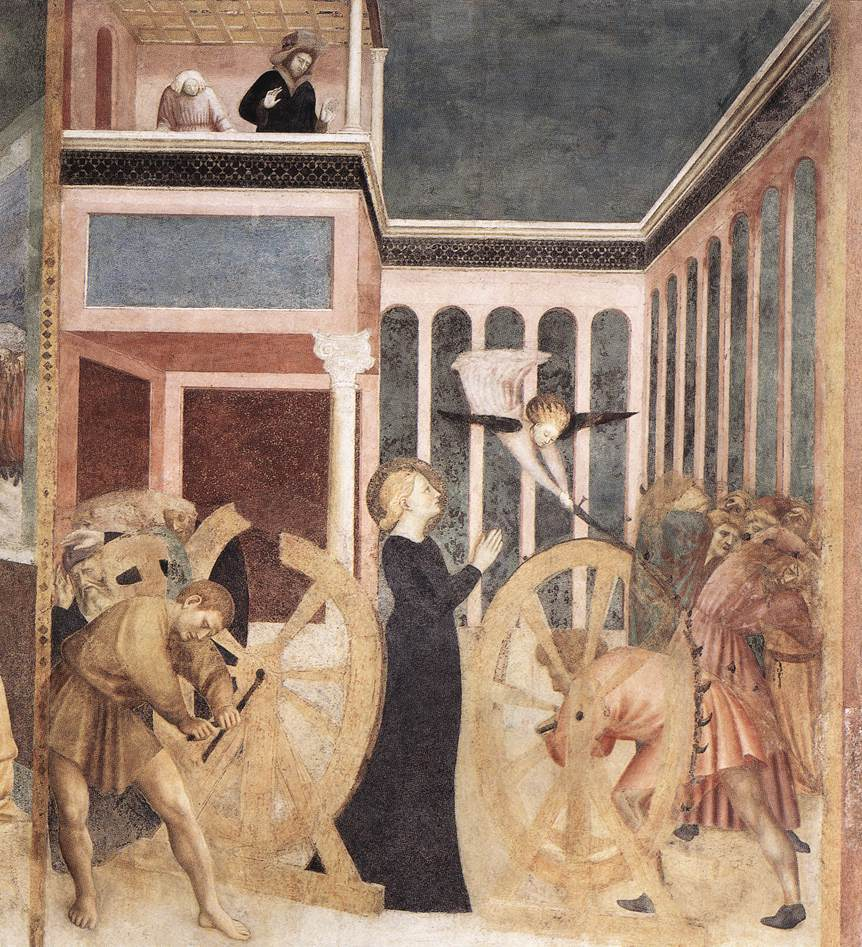
Мазолино. Мученичество святой Екатерины Александрийской. 1428. Фреска. Церковь Сан-Клементе, Рим

Мазолино, или Мазолино да Паникале (итал. Masolino da Panicale; род. около 1383, Паникале (в долине р. Арно) — около 1440) — прозвание, под которым известен итальянский живописец периода проторенессанса флорентийской школыТоммазо да Кристофоро-Фини.

## Биография и творчество

### Сведения о ранних годах. Флоренция 1420-е

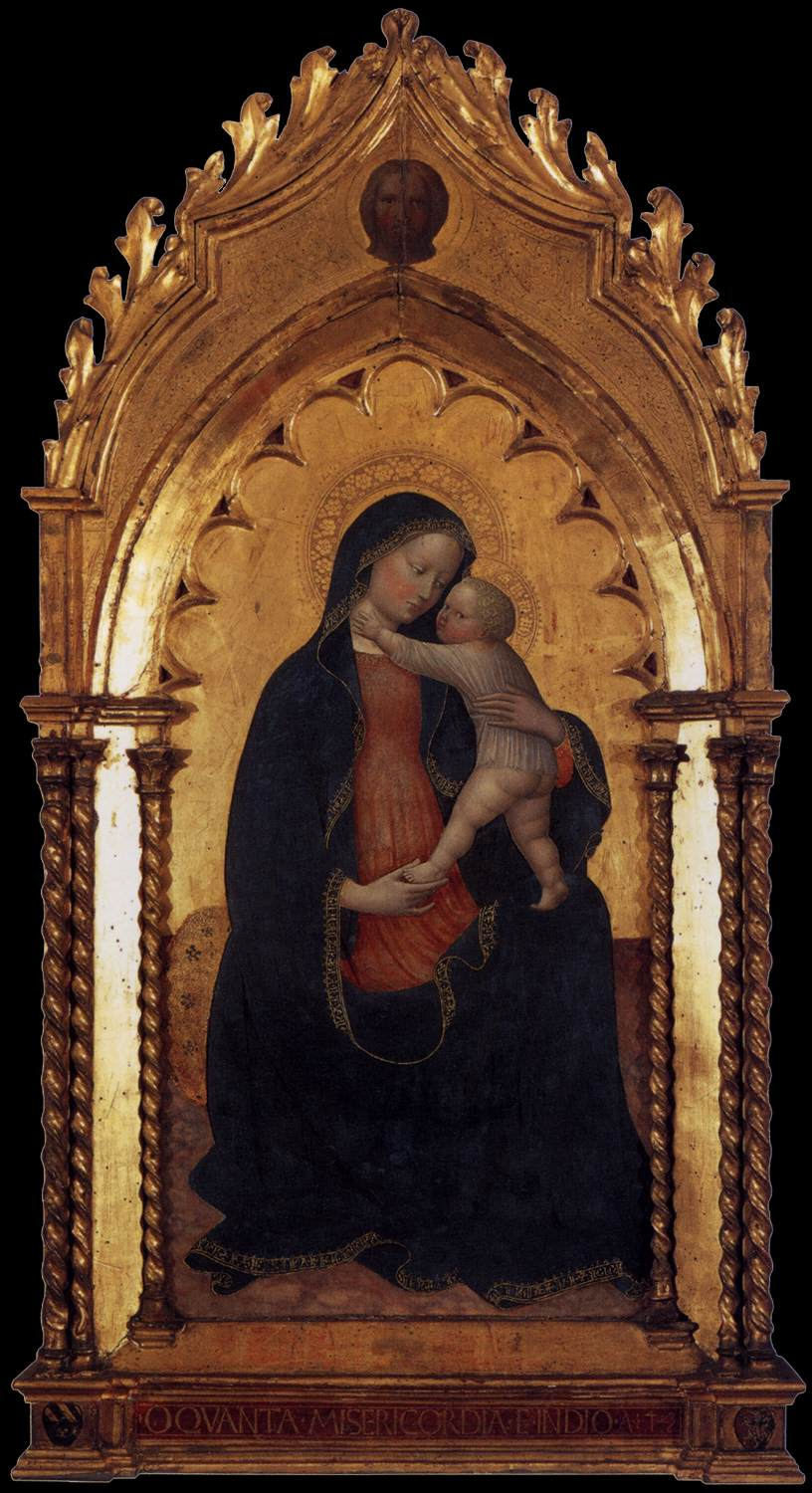
Мадонна Смирения. 1423. Холст, темпера. Кунстхалле, Бремен

О первых сорока годах жизни художника ничего не известно. Джорджо Вазари отождествлял место рождения художника с Паникале в Вальдельсе, несуществующим местом, от которого нет никаких исторических следов. Предполагается, что Мазолино обучался в начале XV века в мастерских Герардо Старнины (по сообщению Вазари) и Лоренцо Гиберти. Вазари сообщал, что в пору учёбы в Риме Мазолино декорировал зал дома Орсини на Монте Джордано (росписи не сохранились). Однако эту же работу Вазари в другой главе своих «Жизнеописаний…» приписывал Джоттино. Первым подлинным фактом из биографии Мазолино является аренда им в 1422 году дома во Флоренции. В январе следующего, 1423 года, Мазолино был принят Корпорацию медиков и аптекарей (Сorporazione dei Medici e Speziali), куда входили также живописцы, как имеющие дело с красителями, до организации собственной Гильдии Святого Луки. Чуть раньше, в 1422 году, в корпорацию был принят Мазаччо. 1423 годом датируется «Мадонна Смирения» (Madonna dell’Umiltà; Кунстхалле, Бремен), написанная Мазолино, вероятно по поводу брака между представителями семей Бони и Карнезекки. Это произведение ещё тесно связано со стилистикой поздней готики, но жесты персонажей естественны, взяты из повседневной жизни, сами фигуры поданы более приземлённо. «Мадонна Смирения» из Уффици относится исследователями к более раннему периоду (1415—1420), до того, как Мазолино начал совместную работу с Мазаччо. Несмотря на явные отсылки к мотивам поздней готики и элегантному стилю Лоренцо Монако, Мазолино демонстрирует знакомство с новым течением искусства — интернациональной готикой, или «мягким стилем», об этом свидетельствуют светотеневая моделировка и цветовое решение «Мадонны Смирения». По словам Вазари в церкви Санта-Мария-дель-Кармине Мазолино рядом с капеллой Распятия изобразил фигуру святого Петра (она была уничтожена в 1675 году). Работа получила всеобщее одобрение и послужила причиной заказа художнику росписи капеллы Бранкаччи в той же церкви.

### Эмполи (1424)

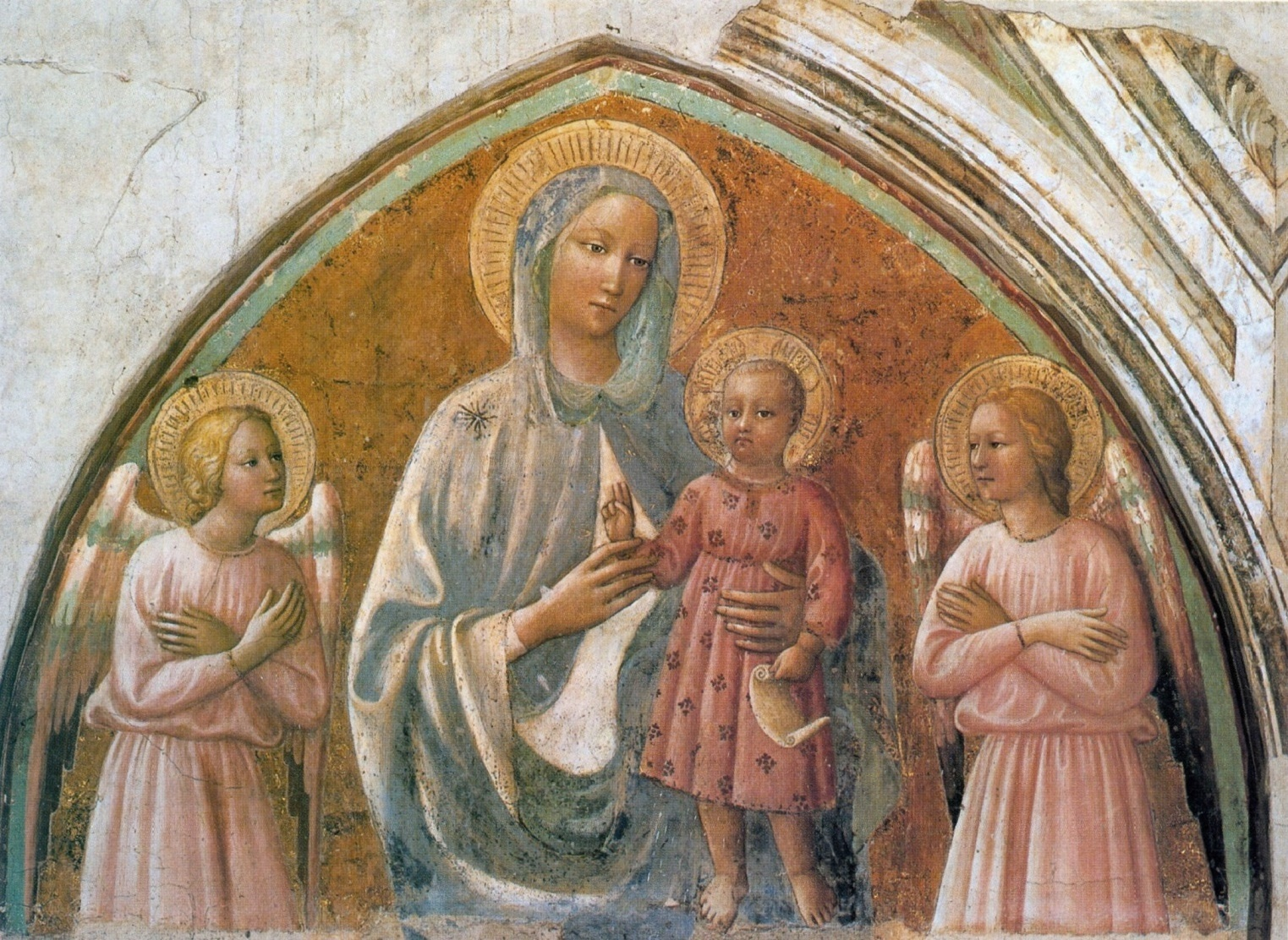
Мазолино. Дева Мария с Младенцем. Фреска. Церковь Санто-Стефано, Эмполи

Согласно сохранившимся документам Мазолино в 1424 году в Эмполи (Тоскана) выполнил для церкви Святого Стефана цикл фресок, из которых сохранились лишь несколько фрагментов-синопий (подготовительных граффити на стене): Святой Иво, молящиеся девушки, Дева с Младенцем, элементы архитектурного декора. Для баптистерия коллегиальной церкви в Эмполи Мазолино написал ряд фресок и, среди них «Пьету» (Музей коллегиальной церкви Сант-Андреа и церкви Санто-Стефано). Это произведение впечатляет физической мощью обнажённого торса Христа, поднимаемого из саркофага классической формы, изображённого в прямой перспективе. Художник пытается преодолеть традиционные стереотипы, раскрывая глубину отчаяния оплакивающих Христа, через их жесты и выражения лиц. Вероятно в это время, судя по частым упоминаниям в документах 1422—1424 годов, Мазолино помогал Франческо д’Антонио, малоизвестному художнику из окружения Лоренцо Монако.

### Сотрудничество сМазаччо

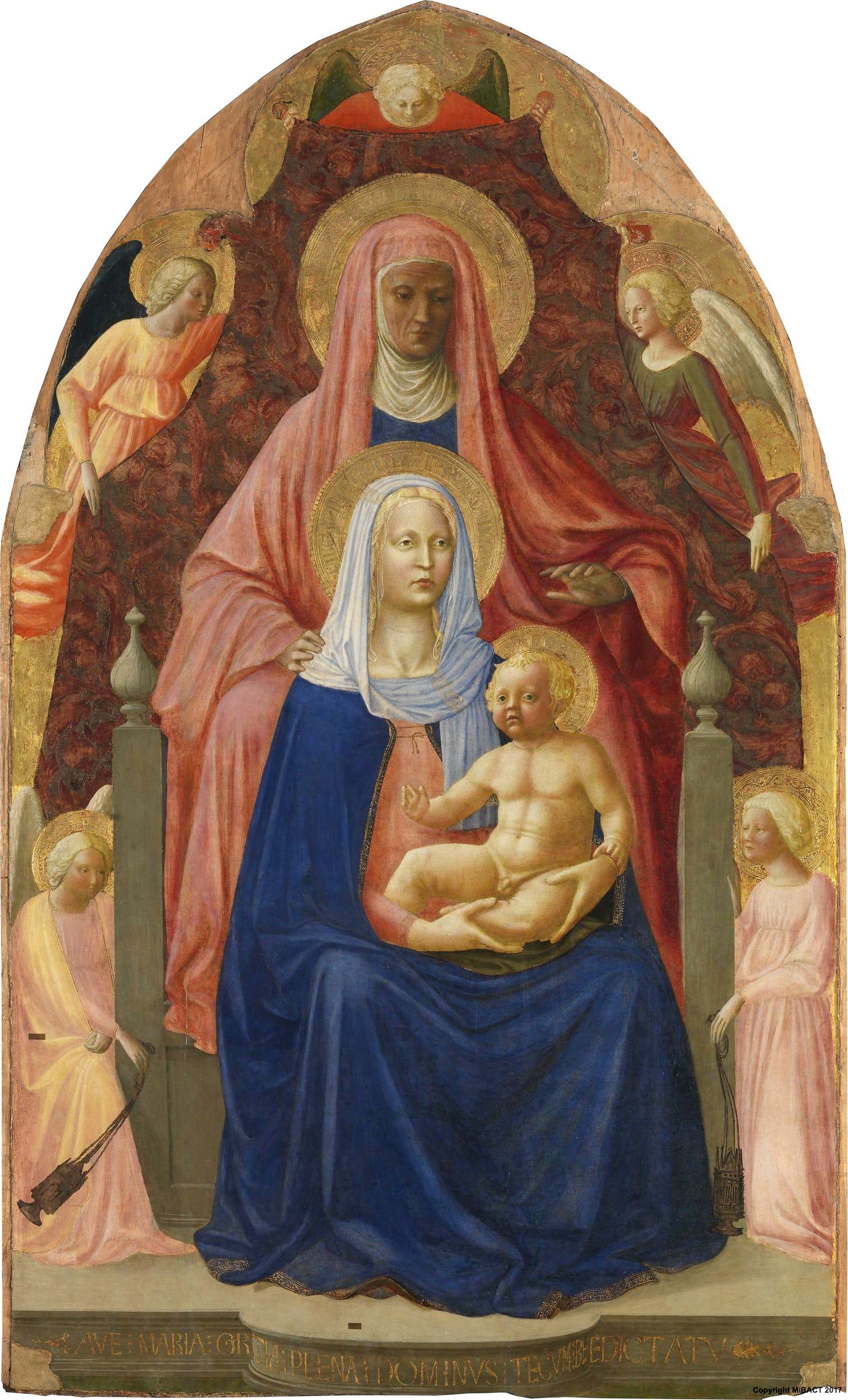
Мазолино и Мазаччо. Дева Мария с Младенцем Иисусом и святой Анной («Анна Втроём»). 1424—1425. Дерево, темпера. Галерея Уффици, Флоренция

Заслужив репутацию одного из лучших художников Флоренции, Мазолино получал множество заказов, для успешного выполнения которых около 1424 года начал сотрудничество с Мазаччо. Согласно последним данным, его совместная работа с Мазаччо началась с росписей Капеллы Паоло-ди-Берто-Карнезекки флорентийской церкви Санта-Мария-Маджоре. Триптих Карнезекки, над которым трудились Мазолино и Мазаччо, большей частью утрачен (правая створка с изображением Святого Юлиана ныне находится во Флоренции (семинария), центральная часть — «Мадонна с Младенцем» известна по фотографии, пределла хранится в Музее Монтобана). Возможно, инициатором сотворчества двух художников выступил Паоло Карнезекки, богатый торговец и влиятельный политик. Паоло был консулом Корпорации медиков и аптекарей, в которой состояли и Мазаччо, и Мазолино, и должен был хорошо знать обоих. Мадонна из Бремена, датированная 1423 годом (на картине изображён герб Карнезекки), свидетельствует, что Мазолино уже работал для этого семейства. Мазаччо же был автором «Триптиха Святого Ювеналия», выставленного в окрестностях Кашии, недалеко от владений Карнезекки. Вероятно, что Мазолино попросил молодого коллегу продолжить работу в Маджоре, чтобы избежать штрафа из-за невыполнения заказа, так как ему предстояло отправиться в Венгрию. Предположительно оба художника совершили поездку в Рим в 1423—1424 годах, где выполнили алтарь Колонна  с композициями: «Основание церкви Санта-Мария-Маджоре», «Вознесение Девы Марии» (Ассунта). В 1424—1425 годах Мазаччо и Мазолино выполнили картину «Дева Мария с Младенцем Иисусом и святой Анной» (Флоренция, Уффици). Центром этой торжественно-статичной композиции стала монументальная фигура Марии, написанная Мазаччо, работе Мазолино принадлежат изображения Святой Анны, благословляющей Иисуса и ангелов, окружающих сцену (каноническое название: нем. Anna selbdritt — «Анна втроём»). Из Флоренции 1 сентября 1425 года вслед за кардиналом Брандой Кастильоне Мазолино направился в Венгрию.

### Капелла Бранкаччи

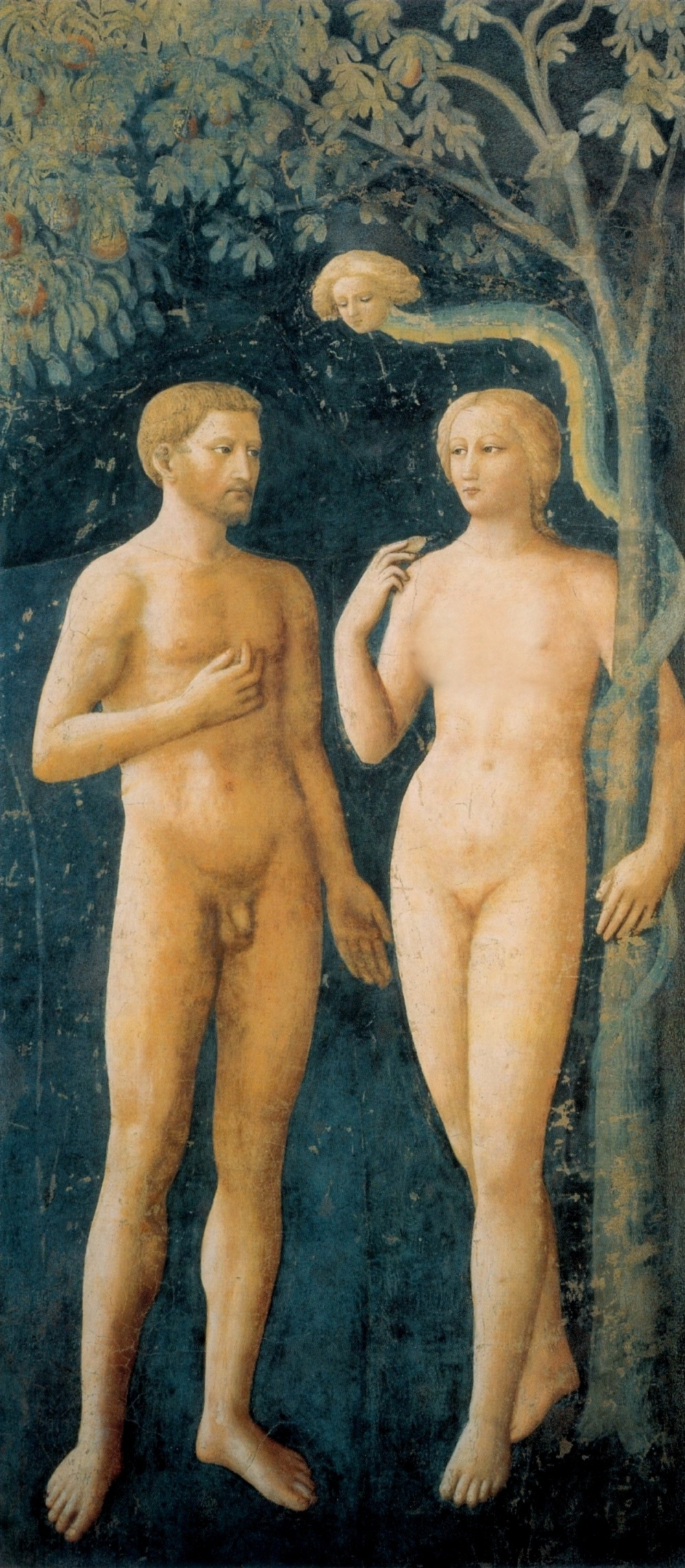
Грехопадение. 1425. Деталь фрески Капеллы Бранкаччи церкви Санта-Мария-дель-Кармине, Флоренция

Ещё до поездки Мазолино в Венгрию было начато украшение Капеллы Бранкаччи (1424—1428) во флорентийской церкви Санта-Мария-дель-Кармине. При реставрации фресок Капеллы было установлено, что художники разделили работу поровну — кисти Мазолино принадлежат «Грехопадение», «Воскрешение Тавифы» и «Проповедь апостола Петра». В сцене «Грехопадения» Адам и Ева в интерпретации Мазолино красивы, изящны, чувственны, находящаяся рядом фреска Мазаччо «Изгнание из Рая» с предельно реалистично трактованными фигурами прародителей человечества ясно показывает стилевые различия в работе двух мастеров. Горный ландшафт в «Проповеди апостола Петра» является продолжением пейзажа на фреске Мазаччо «Чудо со статиром», расположенной рядом. Самая известная фреска Мазолино — «Воскрешение Тавифы», находится напротив «Чуда со статиром». В композиции объединены два эпизода: исцеление Петром калеки и воскрешение им же Тавифы. Мазолино поместил повествование о чудесах в декорацию итальянского города. На дальнем плане продолжается обыденная жизнь простых людей. С помощью перспективы передана пространственная глубина. Долгое время считалось, что изображение архитектуры на фреске принадлежит Мазаччо, поскольку она стилистически близка архитектуре на других его картинах. Однако во время реставрации вся фреска была атрибутирована Мазолино. После отъезда Мазолино в Венгрию Мазаччо продолжил работу в капелле Бранкаччи, но цикл остался незавершённым, уже в начале 1426 года он заключил новый контракт с церковью кармелитов в Пизе на создание полиптиха, оплата за который была получена 26 декабря того же года.

### Рим

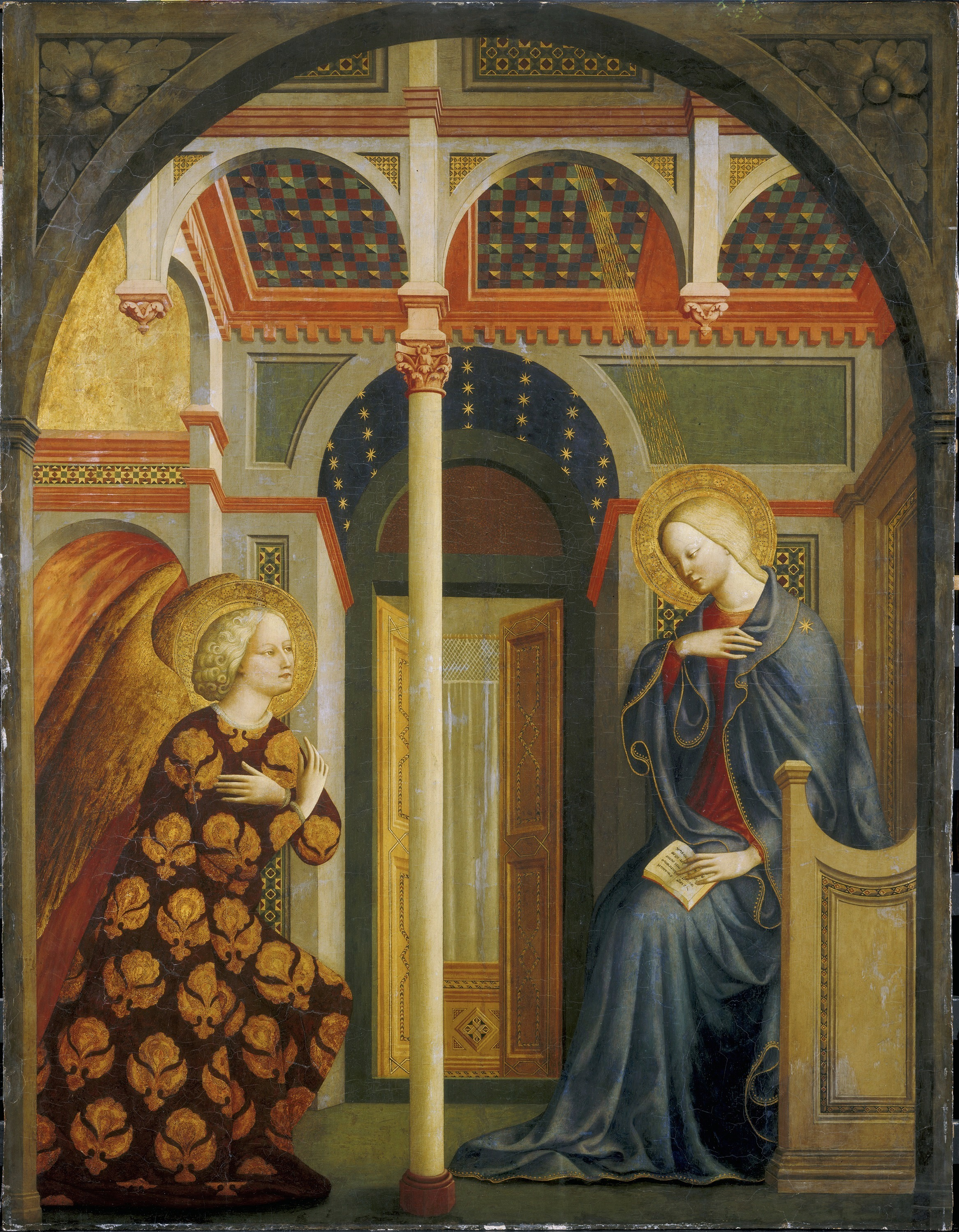
Благовещение. Между 1423 и 1424. Дерево, темпера. Национальная галерея искусства, Вашингтон

В Венгрии, при дворе короля Сигизмунда, вместе с Мазолино работали и другие мастера из Флоренции, привлечённые туда кондотьером Пиппо Спано. О деятельности художника в Венгрии нет достоверных сведений, во Флоренцию он вернулся в июле 1427 года.
В Риме Мазолино продолжил сотрудничество с Мазаччо до его внезапной смерти летом 1428 года. В том же году Мазолино получил заказ на алтарный полиптих (алтарь Колонна, 1427—1428) для римской базилики Санта-Мария-Маджоре. Впоследствии полиптих был разделён, в настоящее время шесть панелей этого алтаря находятся в различных музеях. Мазаччо выполнил только одну из панелей: «Святой Иероним и Иоанн Креститель», все остальные атрибутируются Мазолино. В Риме Мазолино работал для кардинала Бранды Кастильоне, который доверил ему украшение фресками капеллы Святой Екатерины Александрийской (1427—1430) в церкви Сан-Клементе. Мазолино пережил Мазаччо более чем на десятилетие, завершив циклы фресок в Риме в 1435 году, он много путешествовал, став проводником идеалов Возрождения, прежде всего в Сиене и северной Италии, сочетая, однако, в своём творчестве новые изобразительные схемы с элементами интернациональной готики. В этом смысле его фигура посредника и распространителя стиля эпохи Возрождения была основной и сопоставимой с фигурами Лоренцо Гиберти в скульптуре и Микелоццо ди Бартоломео в архитектуре.

### Кастильоне-Олона

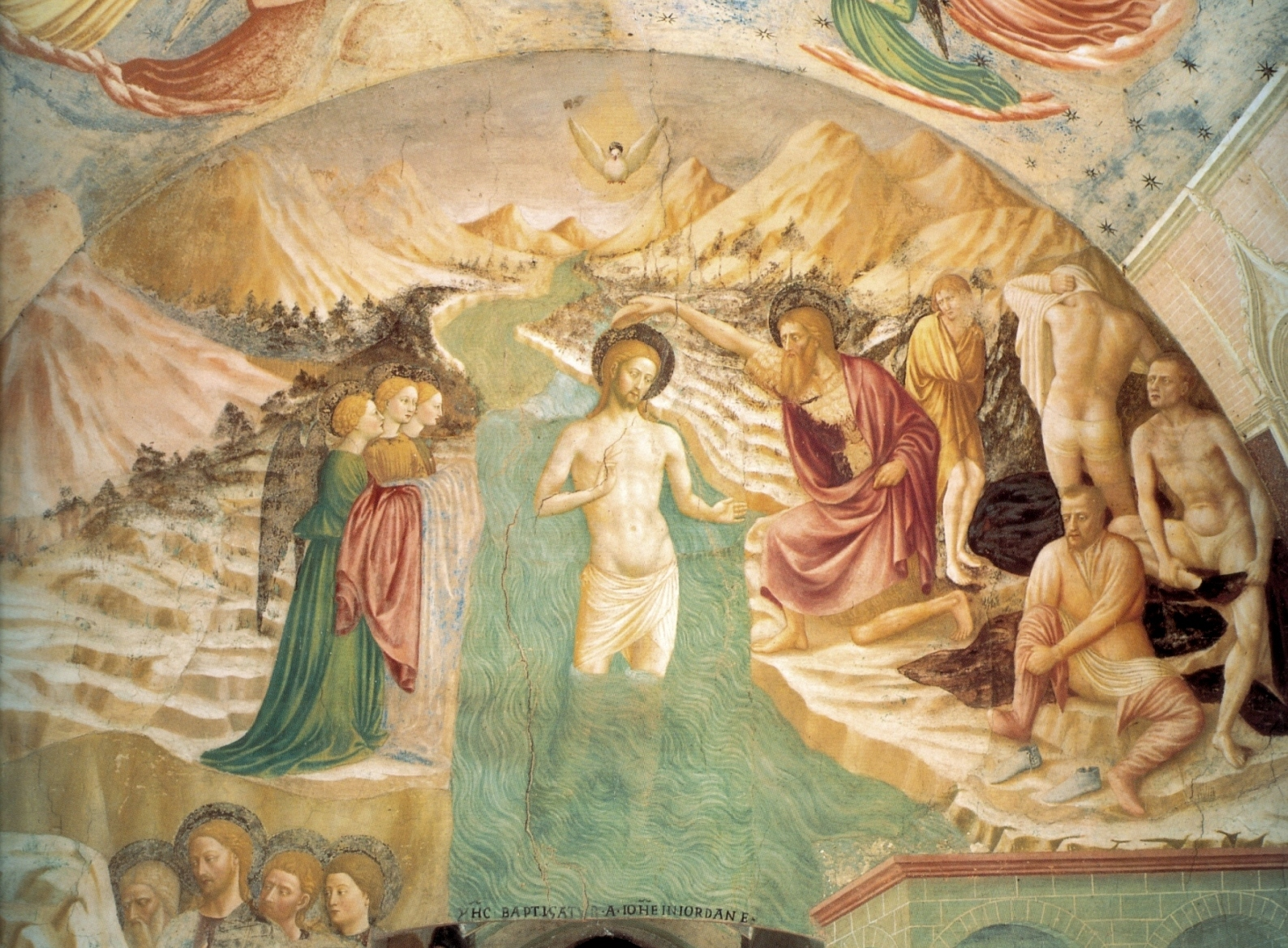
Крещение Иисуса. 1430-е. Фреска. Церковь Святых Стефана и Лаврентия. Кастильоне-Олона, Ломбардия

Для Бранды Кастильоне в Кастильоне-Олона в окрестностях Варезе (Ломбардия) Мазолино написал фрески во дворце кардинала, расписал баптистерий (История Иоанна Крестителя) и хор Коллегиальной церкви (История Девы Марии). В этой работе художник сотрудничал с Паоло Скьяво и Веккьеттой. Цикл фресок «История Святого Иоанна Крестителя» — наиболее знаменитое и зрелое произведение Мазолино. В одних фресках Мазолино воспроизводит схему построения сцен, найденную в Капелле Бранкаччи, в других, действие разворачивается в кулисах иллюзорной архитектуры, расположенной на фоне протяжённого вглубь пейзажа. Например, в сцене «Пир Пира Ирода» художник изобразил далёкую перспективу гор, демонстрируя решение, выглядящее необычно по меркам старой живописной школы. Причём, работая в районе Италии, где были сильны традиции готики, Мазолино отдаёт предпочтение образцам классической архитектуры. Ландшафт в «Крещении Иисуса» для того времени стал одним из самых удачных опытов «речного пейзажа». Фрески были украшены накладными деталями и золочением, в настоящее время большая часть этого декора утрачена.

### Значение творчества

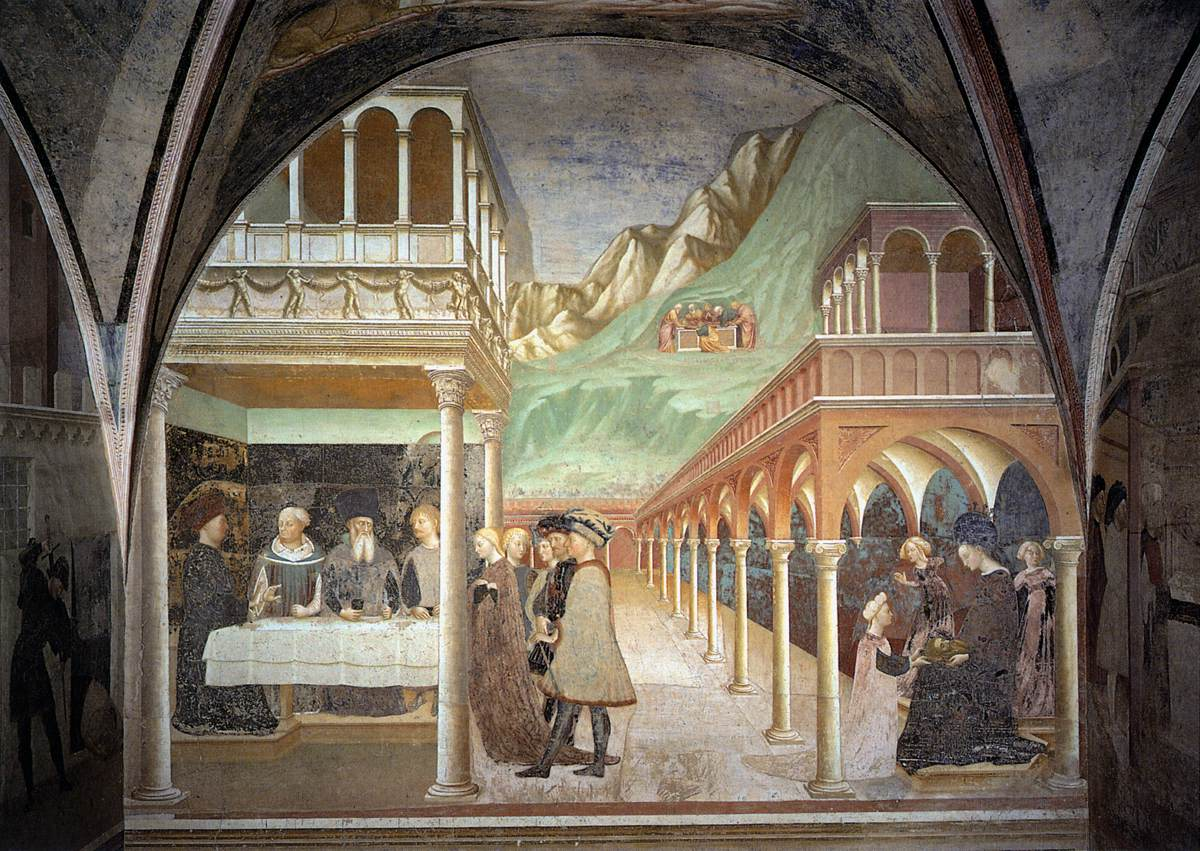
Пир Ирода. 1435. Фреска. Церковь Святых Стефана и Лаврентия. Кастильоне-Олона

Источники того времени, в том числе и Вазари, мало внимания уделяют теме сотрудничества Мазолино и Мазаччо. Мазолино долгое время оставался в тени своего более знаменитого коллеги и на долгие годы за ним закрепилась репутация второго по значению художника Капеллы Бранкаччи. Уже в издании «Жизнеописаний…» 1568 года Вазари приписал лучшие работы Мазолино Мазаччо, такое положение вещей продолжалось до XX века. В 1746—1748 годах фрески Мазолино на потолке и люнетах Капеллы Бранкаччи были уничтожены, их место заняли посредственные росписи Винченцо Миуччи.
Благодаря итальянскому историку искусства Роберто Лонги, на основании исследования картины «Дева Мария с Младенцем Иисусом и святой Анной», определившего степень участия в её создании двух художников, стала возможной дальнейшая атрибуция произведений, выполненных ими совместно, в том числе фресок в Капелле Бранкаччи. Но если проблема сотрудничества Мазолино и Мазаччо частично прояснена, то некоторые страницы биографии первого остаются неизвестными, например его жизнь до 1423 года или его отношения, если они существовали, с Донателло и Брунеллески. Постепенно вклад Мазолино был переоценён, и исследователями искусства признано высокое качество его живописи. Переходный характер творчества Мазолино от готики к Ренессансу, стал предметом изучения таких специалистов, как, например, венгерский историк искусства Миклош Босковиц. Современные исследователи подчёркивают значительное участие Мазолино в развитии живописи флорентийского Возрождения и в распространении его идеалов наряду с достижениями Лоренцо Гиберти в скульптуре и Микелоццо в архитектуре, особенно в северной Италии, ещё тесно связанной с традициями готической культуры. Однако, несмотря на сотрудничество с выдающимся реформатором живописи Мазаччо, Мазолино да Паникале всё-же принадлежал к «умеренному» направлению нового искусства, которое представляли такие художники, как Гиберти и Доменико Венециано.